# Final Fantasy Tactics
Unter dem Oberbegriff Final Fantasy Tactics versteht man Ableger aus dem Final-Fantasy-Universum, die nicht dem klassischen Rollenspielvorbild folgen, sondern als Strategie-Rollenspiel konzipiert worden sind. Handlungsorte und Charaktere sind teilweise aus anderen Teilen entlehnt, teilweise neu entworfen, der Spielhintergrund ist normalerweise mehr fantasy-orientiert, auch wenn auf Schnittstellen mit modernen Welten hingewiesen wird. Stärkstes Erkennungsmerkmal ist die typische isometrische Ansicht, die wie viele andere Spielelemente aus Tactics Ogre übernommen wurde, und die Betonung der Handlung (oftmals in Spielegrafik weitererzählt) neben den taktischen Kämpfen mit Rollenspielcharakter.

## Final Fantasy Tactics
Final Fantasy Tactics ist ein Strategie-Rollenspiel (SRPG). Es wurde 1997 von Square für die PlayStation in Japan veröffentlicht. Noch im selben Jahr erfolgte eine Lokalisation für den amerikanischen Markt.
Das Spiel selbst orientiert sich sehr stark am offensichtlichen Vorbild Tactics Ogre, zumal ein Großteil des Designteams von Quest übernommen wurde.
Das Spiel selbst teilt sich in eine statische Darstellung der Weltkarte, in der die Bewegung, die Ausrüstung und der Questfortschritt, sowie das Mikromanagement von Spielcharakteren und deren Ausbildung und Ausrüstung erfolgt, sowie die isometrischen (echten) 3D-Karten, in denen die Kämpfe und die Zwischensequenzen stattfinden.
Die Handlung spielt in der imaginären Welt Ivalice, in der man sich neben der Auseinandersetzung mehrerer adliger Familien um die Kontrolle des Reiches mittels Erpressung, Entführung, Gewalt und Verrat auch die Relikte einer längst untergegangenen Zivilisation, sowie die geheimnisvollen Zodiaksteine kümmern muss. Dabei folgt die Hauptfigur Ramza größtenteils einer recht linearen Erzählung mit einigen optionalen Quests und steht vom Schwierigkeitsgrad her sehr unterschiedlichen Auseinandersetzungen gegenüber.
Die Charakterentwicklung basiert auf einem recht komplexen Berufssystem, welches für jeden Beruf eine bestimmte Erfahrung in anderen Berufen vorsieht (diese Erfahrung wird in Form von Job Points gesammelt). Die Berufe selbst ermöglichen den Zugriff auf eine Vielzahl von verschiedenen Fähigkeiten, die von magischen über kämpferische bis hin zu asiatischen Ausrichtungen reichen, und schränken die Auswahl an möglicher Ausrüstung ein.
Die Kämpfe finden in einer isometrischen 3D-Karte statt, die unterschiedliche Höhenstufen aufweist. Jede Figur wird rundenbasiert entsprechend ihrer Grundwerte bewegt und führt ihre Aktion in einem gewissen Zeitrahmen aus (ähnlich dem Active Time Battle System). Die Stellung der Figuren zueinander als auch die unterschiedliche Höhe haben genauso Einfluss auf den Ausgang dieser Begegnungen wie die Sternzeichen, Glaube und Mut der Beteiligten. Viele Spieler haben Probleme mit der recht steilen Lernkurve dieser Auseinandersetzungen. Die Grafik ist hierbei im Stil sehr europäisch gehalten und weist auch animierte 3D-Objekte auf.

### Final Fantasy Tactics: The War of the Lions
Hierbei handelt es sich um ein inhaltlich nahezu identisches Remake des originalen Final Fantasy Tactics für die Playstation Portable, welche 2007 in Japanisch und Englisch veröffentlicht wurde.
Neben den rein durch die Hardware bedingten Änderungen (Bilddarstellung im 16:9 Format statt wie im Original in 4:3, Nutzung der Vernetzungsfähigkeit der PSP für einen Mehrspieler-Modus, Einführung per Cel-Shading gerenderter Zwischensequenzen anstelle der Zwischensequenzen in der spieleeigenen Grafikengine) wurden auch inhaltliche Anpassungen vorgenommen, sowie eine vollständige Neuübersetzung. Die ursprünglich bei der ersten Veröffentlichung auf der Playstation für den amerikanischen Markt vorgenommenen Änderungen, die das Spiel für das amerikanische Zielpublikum erleichtern sollte, wurden rückgängig gemacht.
Die inhaltlichen Ergänzungen sollen vor allem die Kontinuität in der Serie Ivalice Allianz hervorheben, zu der dieses Spiel jetzt gehört, was durch die Integration von Figuren aus anderen Spielen der Final Fantasy Reihe gelöst wurde. Zudem wurde die erzählte Geschichte, vor allem im späteren Spielverlauf, durch neue Zwischensequenzen und erläuternde Begegnungen für den Spieler leichter verständlich gemacht.

## Final Fantasy Tactics Advance
Final Fantasy Tactics Advance (OT: jap. ファイナルファンタジータクティクスアドバンス, Fainaru Fantajī Takutikusu Adobansu) wurde 2003 von Square Enix für den Game Boy Advance in Japan veröffentlicht. Im selben Jahr erschienen Lokalisationen für die USA und Europa.
Optisch und von den spielerischen Grundzügen hält sich das Spiel stark an seinen Vorgänger, wobei man der Technik Tribut zollen muss (kein Zoom, keine Rotation des Spielfeldes). Das Berufssystem wurde größtenteils beibehalten, weist aber eine weitere Unterteilung in verschiedene Rassen auf. Zudem sind die einzelnen Fähigkeiten der Berufe nicht mehr frei erlernbar, sondern an Gegenstände gekoppelt. Diese muss man anlegen, um die Fähigkeit nach und nach zu erlernen.
Ivalice präsentiert sich dieses Mal als die Traumwelt eines kleinen Jungen, Mewt, der dort seine Wünsche realisieren kann. Die Hauptfigur, Marche sowie viele der übrigen zu Anfang vorgestellten Charaktere, werden ungewollt in diese Welt verschlagen. Marches Ziel ist es, so schnell wie möglich wieder in die Realität zurückzugelangen. Da dies jedoch die Zerstörung der Traumwelt beinhalten würde, gerät er dabei in diverse Konflikte mit den anderen Charakteren, die wie Mewt in Ivalice eine Chance sehen, ihr Leben ihren Wünschen konform zu gestalten.
Vollkommen neu im Spiel sind die Richter und ihre Gesetze, welche die Regeln eines Kampfes verändern können. Ein Verstoß dagegen zieht negative Konsequenzen verschiedenster Art nach sich, wobei die Gesetze im Laufe des Spiels immer mehr und restriktiver werden. Die japanische Version ist hierbei noch deutlich schwerer, da in den Lokalisationen einige Gesetze mit starken Auswirkungen entfernt worden sind.
Ebenfalls verändert wurde die Weltkarte, die nun vom Spieler selbst gestaltet wird (wie zum Beispiel aus Legend of Mana bekannt), und das Questsystem, welches über 300 verschiedene Aufgaben verschiedener Art anbietet. Der Schwierigkeitsgrad des Spieles ist im Vergleich zu seinem Vorgänger geringer geworden. Zudem gibt es einige zensierte Zwischensequenzen.

## Final Fantasy Tactics A2: Grimoire of the Rift
Der direkte Nachfolger des GBA Spiels wurde Ende Oktober 2007 in Japan für den Nintendo DS von Square Enix veröffentlicht. Die englische Version erschien am 24. Juni 2008, die europäische am 18. Juli 2008.
Handlungsort ist wiederum die Welt Ivalice (auch dieser Teil ist Bestandteil der Ivalice Allianz Spieleserie), in die der Protagonist aus seiner normalen Welt mit Hilfe eines magischen Buches transportiert wird. Viele der im Vorgänger verwendeten Hintergründe und Charaktere tauchen erneut auf, auch die spielerische Umsetzung ist nahezu identisch geblieben.
Technische Änderungen gibt es trotz der neuen Plattform keine, der Splitscreen des DS wird hauptsächlich für Informationen eingesetzt und um besonders ausladende Animationen abzuspielen. Die Größenverhältnisse wurden besser umgesetzt, große Figuren nehmen nun mehr als nur ein Feld ein. In der Weltkarte existieren nun auch Zugangspunkte zu kleineren, in sich abgeschlossene Karten, die als Gebietskarten bezeichnet werden.
Die Gesetze sind schwächer als früher und führen auch nicht mehr zu strikten Bestrafungen, wenn sie gebrochen werden. Sowohl der Klassen- als auch der Rassenumfang wurde erhöht, wobei die Klassen nach wie vor recht strikt an die Rassen gekoppelt sind. Als bestimmendes Spielelement ist die Clanzugehörigkeit aufgenommen worden. Zusätzlich zur eigenen Gruppe bewegen sich in diesem Teil fremde Clans über die Spielwelt (vergleichbar mit Wizardry), die ihre eigenen Ziele verfolgen.